# October Road
October Road je americký dramatický televizní seriál, jehož autory jsou Josh Appelbaum, André Nemec a Scott Rosenberg. Premiérově byl vysílán na stanici ABC v letech 2007–2008; celkem vzniklo 19 dílů rozdělených do dvou řad. Hlavní postavu, spisovatele Nicka Garretta, ztvárnil Bryan Greenberg.

## Příběh
Před 10 lety odjel mladý Nick Garrett na několik týdnů do Evropy, jeho výlet se však značně protáhl. Mezitím se usadil v New Yorku a stal se autorem bestselleru. Kvůli tvůrčí krizi se po nyní vrací do rodného městečka Knights Ridge v Massachusetts, kde zanechal jak rodinu, tak svoji přítelkyni Hannah a řadu kamarádů. Řadu z nich přitom využil jako předobrazy postav ve svém románu.

## Obsazení
- Bryan Greenberg jako Nick Garrett
- Laura Prepon jako Hannah Daniels
- Warren Christie jako Ray „Big Cat“ Cataldo
- Brad William Henke jako Owen Rowan
- Evan Jones jako Ikey
- Jay Paulson jako Philip „Physical Phil“ Farmer
- Slade Pearce jako Sam Daniels
- Geoff Stults jako Eddie Latekka
- Odette Yustman jako Aubrey Diaz
- Tom Berenger jako Bob „The Commander“ Garrett
- Lindy Booth jako Emily „Pizza Girl“
- Rebecca Field jako Janet Meadows